# Greundiek
Die Greundiek ist ein Museumsschiff mit Heimathafen Stade. Eigner des Küstenmotorschiffs ist der Verein Alter Hafen Stade.

## Geschichte

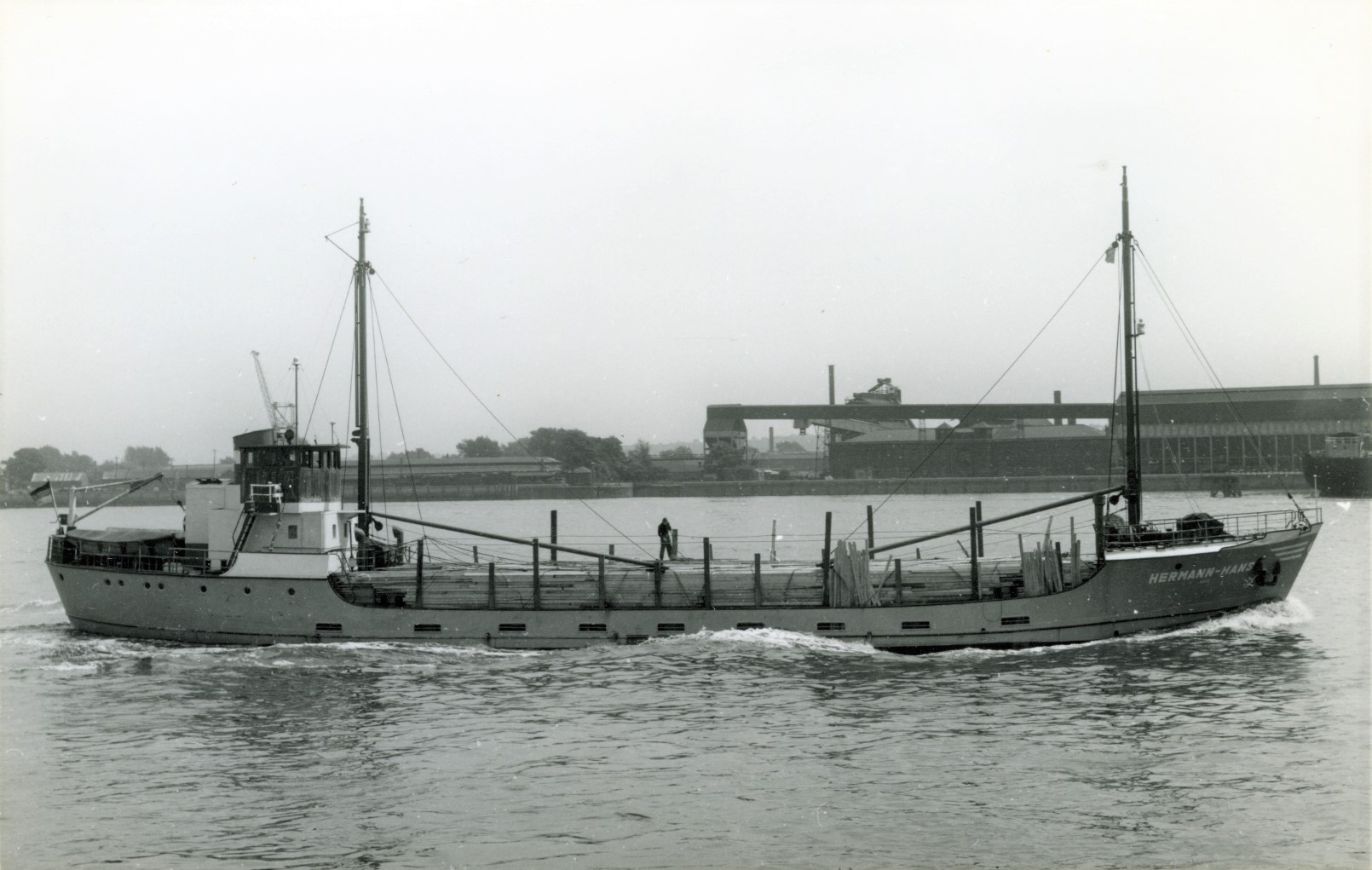
Die Hermann-Hans nach der Verlängerung 1952

Die Greundiek wurde 1949 mit der Baunummer 246 auf der Rickmers-Werft in Bremerhaven auf Kiel gelegt. Der Stapellauf erfolgte am 21. Januar 1950. Das Schiff wurde am 28. Februar 1950 abgeliefert und kam als Hermann-Hans in Fahrt. Es war das zweite von vier Schwesterschiffen und ist als einziges erhalten geblieben. Die drei anderen Schiffe hießen Klaus Wilhelm, Leopard und Gretchen von Allwörden.
Der Bau nach Entwürfen der Werft und des Konstrukteurs Heinz Heinsohn, dessen Erfahrungen aus dem Bau von Fischdampfern sich in dem scharfen Bug mit Reling und dem Kreuzerheck niederschlugen, geschah noch unter den Beschränkungen des Alliierten Kontrollrats nach dem Zweiten Weltkrieg, die ab 1948 den Neubau von Küstenmotorschiffen bis zu einer bestimmten Größe wieder erlaubten. Das Schiff war eines der ersten nach dem Zweiten Weltkrieg in Deutschland gebauten Schiffe und eines der ersten zivilen Schiffe in Vollschweißbauweise überhaupt. Der Auftraggeber des ursprünglich 33,79 Meter (Lpp) langen und mit 270 BRT vermessenen Schiffs war der Reeder Hermann Behrens, der es nach seinen beiden im Krieg gefallenen Söhnen benannte.
Am 23. August 1951 sank die Hermann-Hans vor der Südküste Ölands nach einer Kollision mit dem schwedischen Frachter Mjörn. Das Schiff wurde noch im selben Jahr gehoben und anschließend auf der Beckmannwerft in Cuxhaven repariert. Dabei wurde das Schiff auch um knapp 13 m auf 46,55 m verlängert, bevor es 1952 wieder in Fahrt gesetzt wurde.
Im Jahr 1965 wurde die Hermann-Hans an Henry Dölling verkauft, der das Schiff nach seiner Frau in Rita Dölling umbenannte.
Im Jahr 1986 kaufte der Landkreis Stade das Schiff für die Seefahrtschule Grünendeich, die an Bord Unterrichtseinheiten für die Ausbildung zum Schiffsmechaniker durchführte. Das Schiff, das jetzt in die plattdeutsche Ortsbezeichnung Greundiek umbenannt wurde, bekam einen Liegeplatz in der Lühemündung oberhalb des Lühesperrwerks. Als die maschinentechnische Ausbildung von der Seefahrtsschule an die Hamburger Fachhochschule verlegt wurde, wurde das Schiff für die praktische Ausbildung nicht mehr benötigt.

## Museumsschiff
1994 kaufte der Verein Alter Hafen Stade e. V. die Greundiek vom Landkreis Stade. Nach ersten Reparaturarbeiten im Dock der Hamburger Norderwerft bekam das Schiff am 22. April des Jahres seinen Liegeplatz im Hafen von Stade. Dort wurde es bis 2000 restauriert und wieder in einen fahrbereiten Zustand gebracht.
Das Schiff, das weitgehend im Originalzustand erhalten ist, ist als technisches Kulturdenkmal in das Verzeichnis der beweglichen Kulturdenkmale Niedersachsens eingetragen. Ende Januar 2003 erhielt der Verein Alter Hafen Stade e. V. den Landespreis der Niedersächsischen Sparkassenstiftung für Denkmalpflege für die Restaurierung des Schiffes.
Genutzt wird das Museumsschiff für Veranstaltungen aller Art und für Fahrten auf der Elbe und im Ostseeraum. Das Schiff ist für die Küstenfahrt zugelassen.

## Technische Daten
Angetrieben wird das Schiff von einem Sechszylinder-Viertakt-Dieselmotor des Herstellers Deutz mit 250 PS Leistung. Der Motor, der mit Druckluft gestartet wird, wirkt auf einen Propeller. Für die Stromerzeugung steht ein Dieselgenerator zur Verfügung, dessen Motor über Kupplungen auch die Ballast- und Lenzpumpe der Bilgen sowie einen Luftkompressor zum Füllen der Luftflaschen antreiben kann, die für das Starten des Motors benötigt werden.
Das Schiff verfügt über zwei Laderäume. Für den Ladungsumschlag standen zwei Ladebäume zur Verfügung, die an zwei Masten vor bzw. hinter den beiden Luken angebracht waren.